# Josemi Carmona
Pour les articles homonymes, voir Carmona.
Josemi Carmona "Machuka", de son vrai nom José Miguel Carmona né à Madrid en 1971 est un guitariste espagnol de flamenco.

## Biographie
C'est le fils du grand guitariste de flamenco Pepe Habichuela et de la danseuse Amparo Bengala. Il a été baigné dans cette atmosphère "flamenca" depuis sa plus tendre enfance. Il joue de la guitare depuis qu'il a quatre ans.
Il a formé le groupe de flamenco-pop "La Barberia del sur" avec Pepe Luis Carmona (un membre de sa famille), Juan José Suarez "Paquete" et Enrique Heredia "Negri".
Mais Josemi est surtout connu pour sa place dans le groupe Ketama des années 1980
Josemi a sorti plusieurs disques en collaboration avec d’autres chanteurs et musiciens, notamment Niña Pastori, Guadiana, Carles Benavent.

## Discographie
- 2005 : Sumando (Josemi Carmona et Carles Benavent)
- 2012 : Las pequeñas cosas

### Sources
- (es) « El pueblo gitano es muy parecido al caribe colombiano », El Tiempo,‎ 6 mai 2013 (lire en ligne)